# 本朝廿四孝

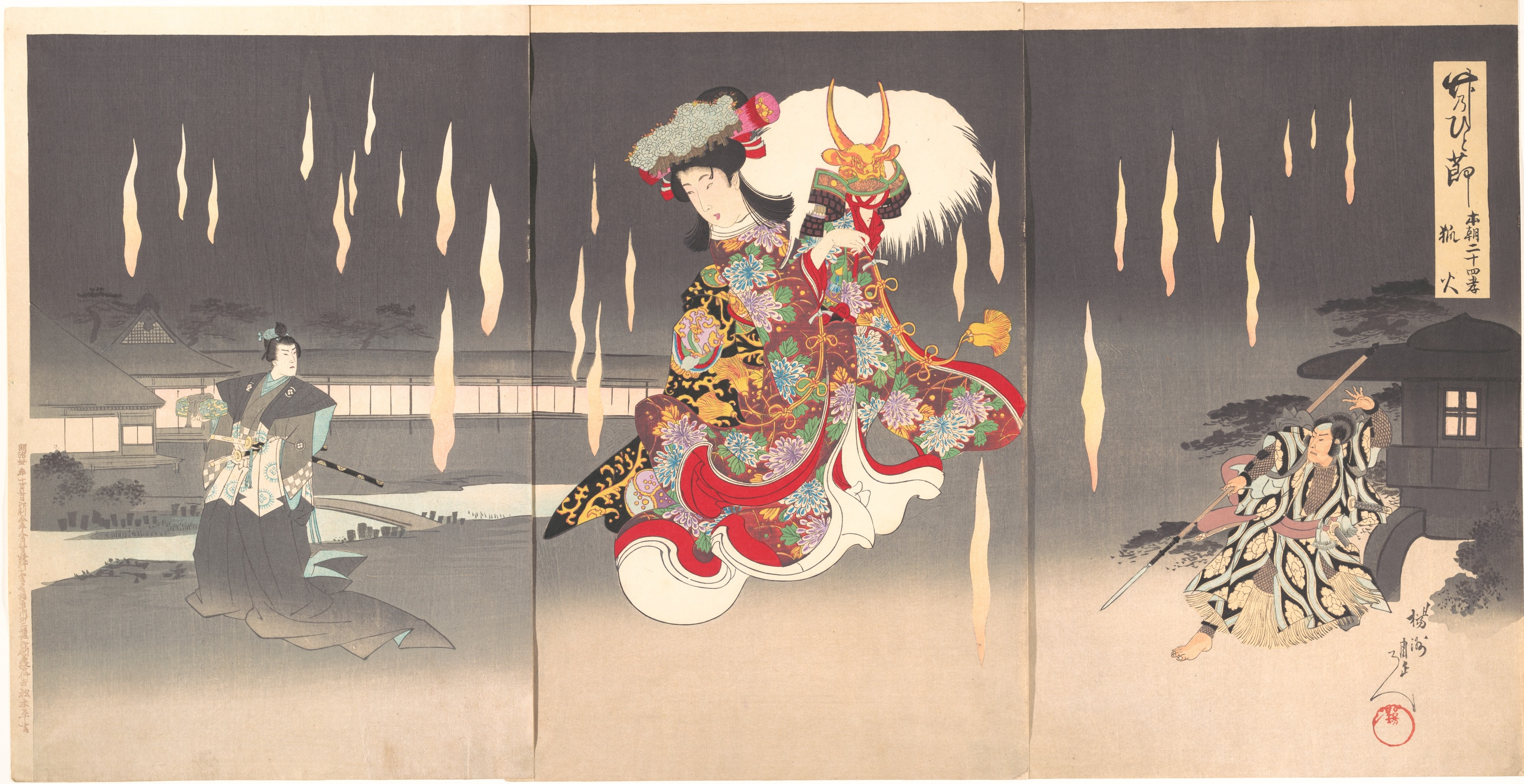
楊洲周延画「竹のひと節　本朝廿四孝　狐火」(3枚揃大判錦絵)

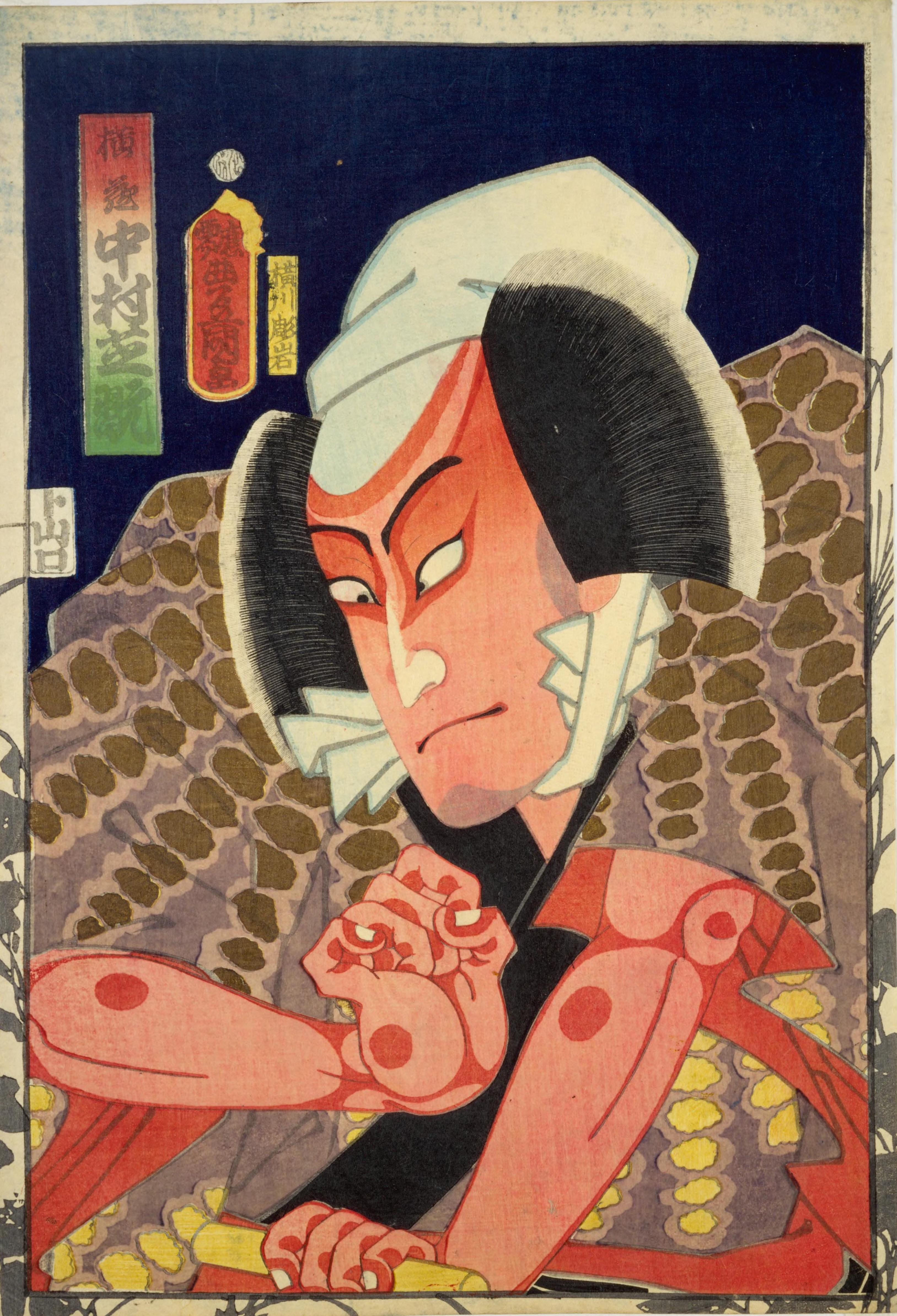
四代目中村芝翫の蔵蔵（三代目歌川豊国作）1862（文久）2年

『本朝廿四孝』（ほんちょうにじゅうしこう）は、浄瑠璃及び歌舞伎、日本舞踊の演目のひとつ。全五段の時代物。明和3年（1766年）1月14日より大坂の竹本座にて初演。近松半二・三好松洛らの合作。角書に「武田信玄長尾謙信」。通称「廿四孝」。

## 概要
「甲陽軍鑑」の長尾家・武田家の争いに取材し、長尾家の八重垣姫と武田家の勝頼を許嫁にし、斎藤道三の陰謀や山本勘助の活躍をからめ、諏訪湖を渡る霊狐伝説 や中国の二十四孝故事なども織り交ぜた複雑な筋書をもつ。近松門左衛門の『信州川中島合戦』（「川中島の戦い」を題材にしたもの、1721年8月竹本座初演）などを参考にしている。3段「勘助住家」，4段「謙信館 (十種香・奥庭) 」が有名。

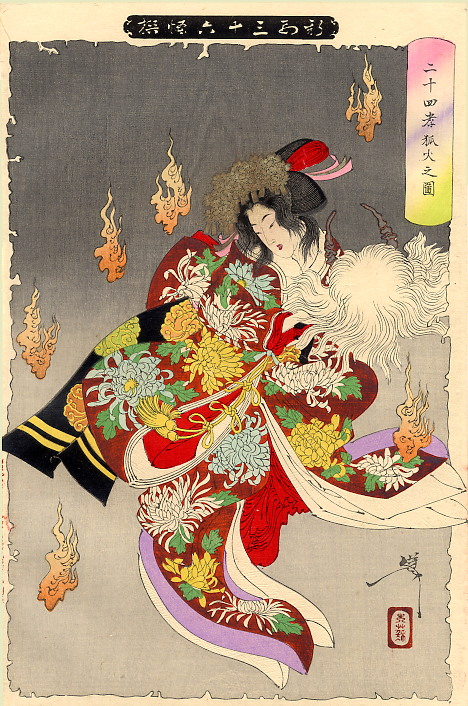
新形三十六怪撰二十四孝「狐火之図」月岡芳年画

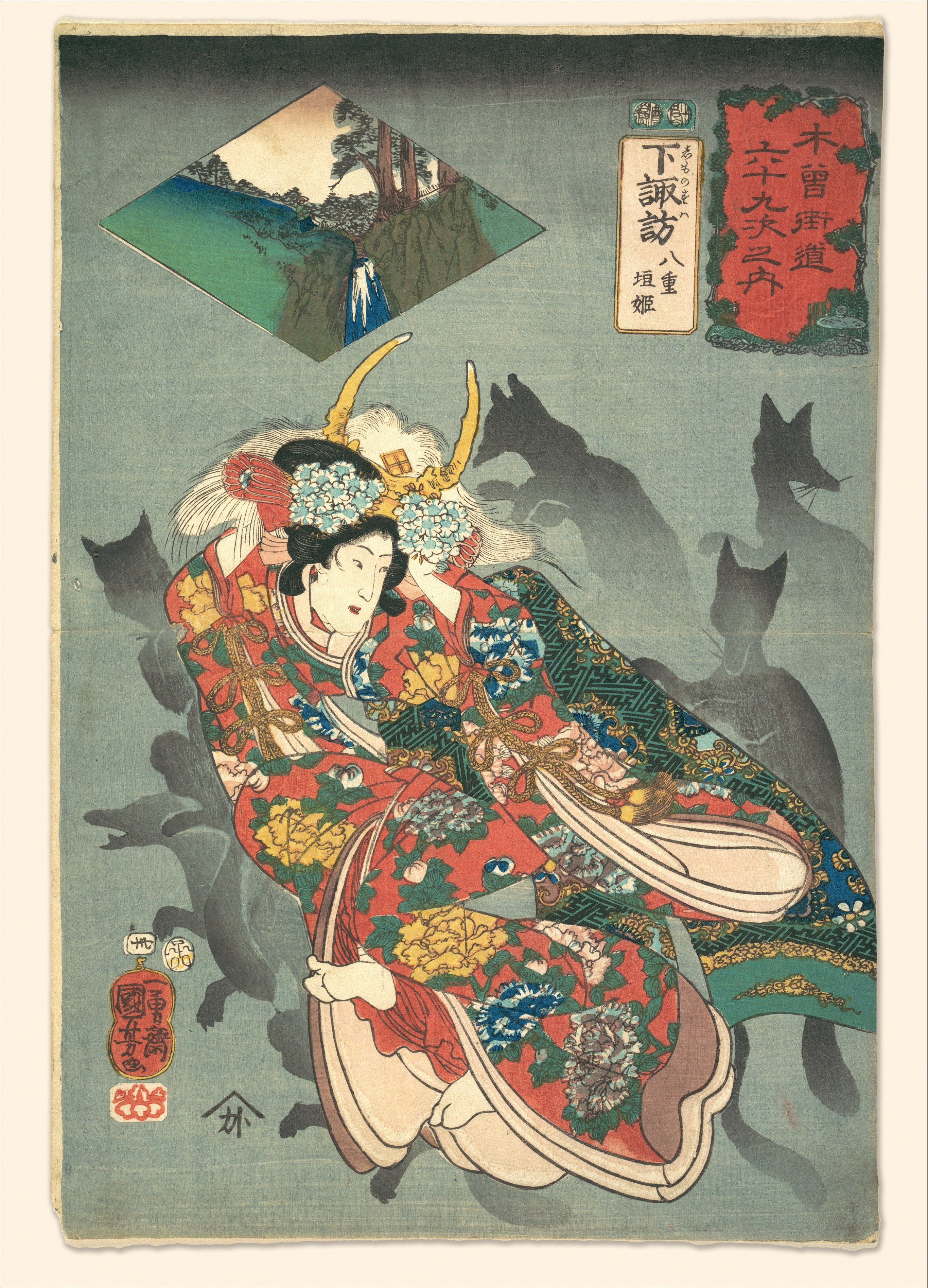
諏訪法性兜と八重垣姫(木曽街道六十九次之 内・下諏訪 八重垣姫　歌川国芳画)

勝頼の恋人として創作された八重垣姫（上杉謙信の娘という設定だが、武田信玄の娘菊姫がモデルとされる）は、「祇園祭礼信仰記」の雪姫、「鎌倉三代記」の時姫と並んで「三姫」としてつとに知られる。八重垣姫が勝頼に危険を知らせようと祈りを捧げる「法性の兜」は現存しており、諏訪湖博物館に複製品が展示されている。
2022年10月21日と22日に、諏訪神仏プロジェクトのイベントで、岡谷市の照光寺を会場としてユネスコ無形文化遺産である人形浄瑠璃文楽の「本朝二十四孝 奥庭狐火の段」が本作ゆかりの地である諏訪地域で初めて演じられた。

## あらすじ
越州長尾家に生まれた八重垣姫は、室町幕府の調停により敵対する甲斐武田家の武田勝頼の許嫁とされる。しかし両家には武田信玄秘蔵の「法性の兜」を長尾謙信が所望して預かったまま返そうとしないなど争いが絶えなかった。ある時勝頼は将軍暗殺事件の濡れ衣を着せられ自害させられてしまう。許嫁の死を聞き、十種香（組香の香）をたいて回向していた八重垣姫は、父謙信に召し抱えられた花作り簑作（実は真の勝頼、自害したのは身代わり）を見て激しく恋慕する。謙信は勝頼の正体を見抜き、討手を向けるが、姫はその危急を救うため、奥庭から兜を盗み出し、これを守護する霊狐の狐火に導かれて湖水を渡る。濡衣（勝頼をめぐる恋のライバル）の父関兵衛は、実は将軍を暗殺した真犯人である斎藤道三で、いままた将軍の後室を鉄砲で撃つが、濡衣が身代わりになって死に、それまで不和とみせた武田・長尾両家の働きによって、謀反の陰謀が破れる。

## 演者
文楽
- 竹本綱太夫
- 豊澤團平
- 鶴澤清六
- 鶴澤清七
- 鶴澤徳太郎
- 鶴澤道八
- 鶴澤浅造
  - 蝶々の朝吉 - 「必殺シリーズ」の登場人物(片岡孝夫演)

歌舞伎
八重垣姫役
- 中村芝翫 (7代目)
- 中村魁春 (2代目)
- 中村雀右衛門 (4代目)
- 中村雀右衛門 (5代目)
- 中村歌右衛門 (6代目)
- 坂田藤十郎 (4代目)
- 桐竹紋十郎
- 中村雀右衛門 (3代目)
- 中村歌右衛門 (5代目)
  - 下村青　舞台俳優

武田勝頼役
- 市川左團次 (3代目)
- 守田勘彌 (14代目)
- 市村羽左衛門 (15代目)
- 中村富十郎 (5代目)
- 中村勘三郎 (17代目)

長尾謙信役
- 市村羽左衛門 (17代目)
- 市川團十郎 (12代目)

山本寛助役
- 吉田玉助
- 市川團十郎 (9代目)
- 尾上菊五郎 (6代目)

横蔵役
- 實川延若 (2代目)
- 尾上松之助

越路役
- 尾上菊五郎 (6代目)
- 嵐徳三郎 (7代目)
- 大谷友右衛門 (6代目)

濡衣役
- 吉田兵次

人形遣い役
- 尾上右近 (2代目)

## 派生作品
書籍
- 守随憲治校注『本朝廿四孝』近松半二 岩波文庫1939

絵師
- 鳥居清信 - 「本朝廿四孝」
- 森芳雪 - 「本朝廿四孝　敵討巌流嶋」
- 長谷川貞信 (3代目) - 「本朝廿四孝」
- 猿雀 - 「八重垣姫・嵐璃寛」
- 中川とも  - 「本朝廿四孝 諏訪神社内だんまり」

映画
- 短編映画「SUWA」 - 映画「鹿の国」の監督弘理子の作品

### 美術作品ギャラリー

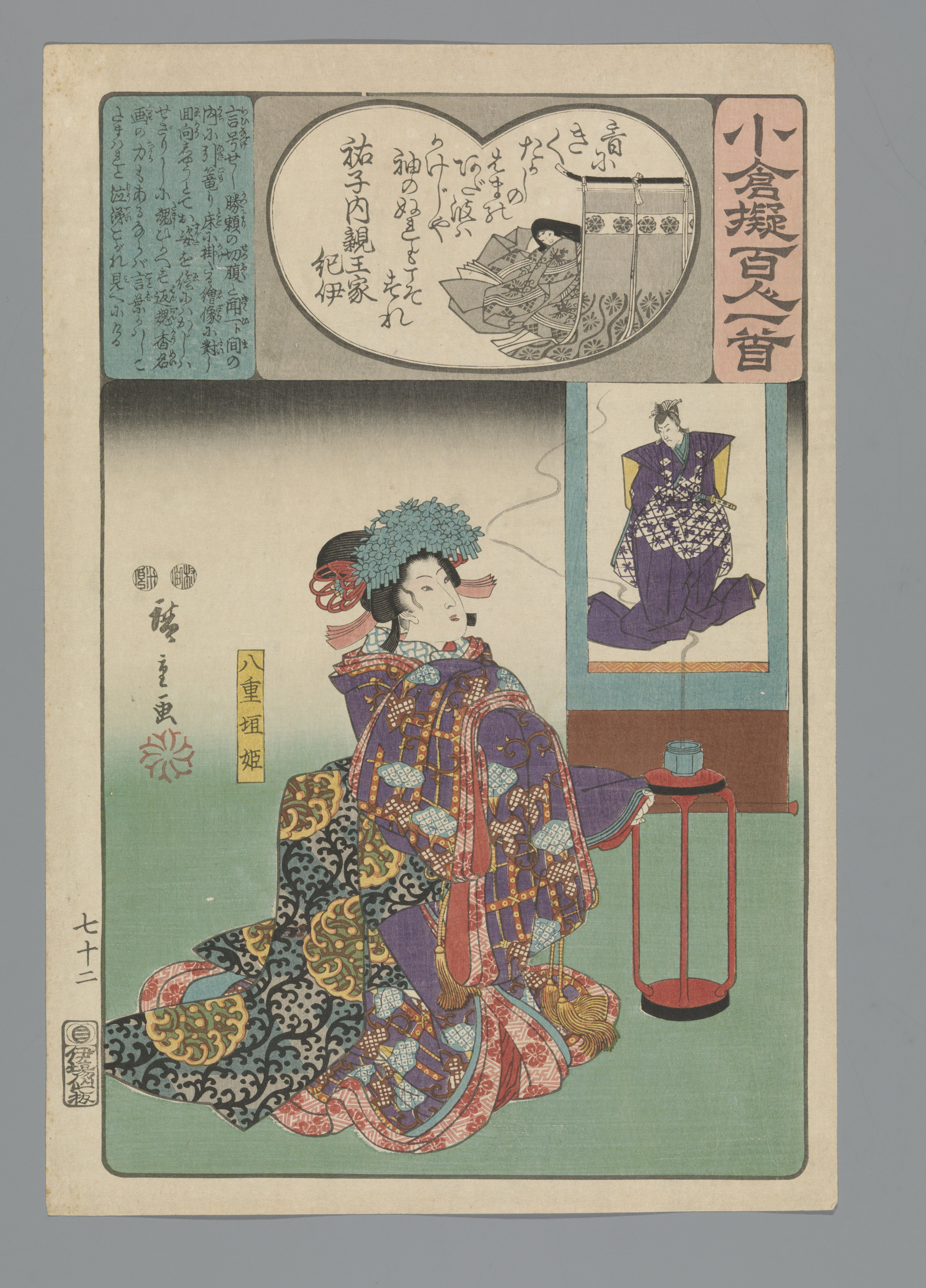
小倉擬百人一首 祐子内親王家紀伊 八重垣姫　歌川広重画
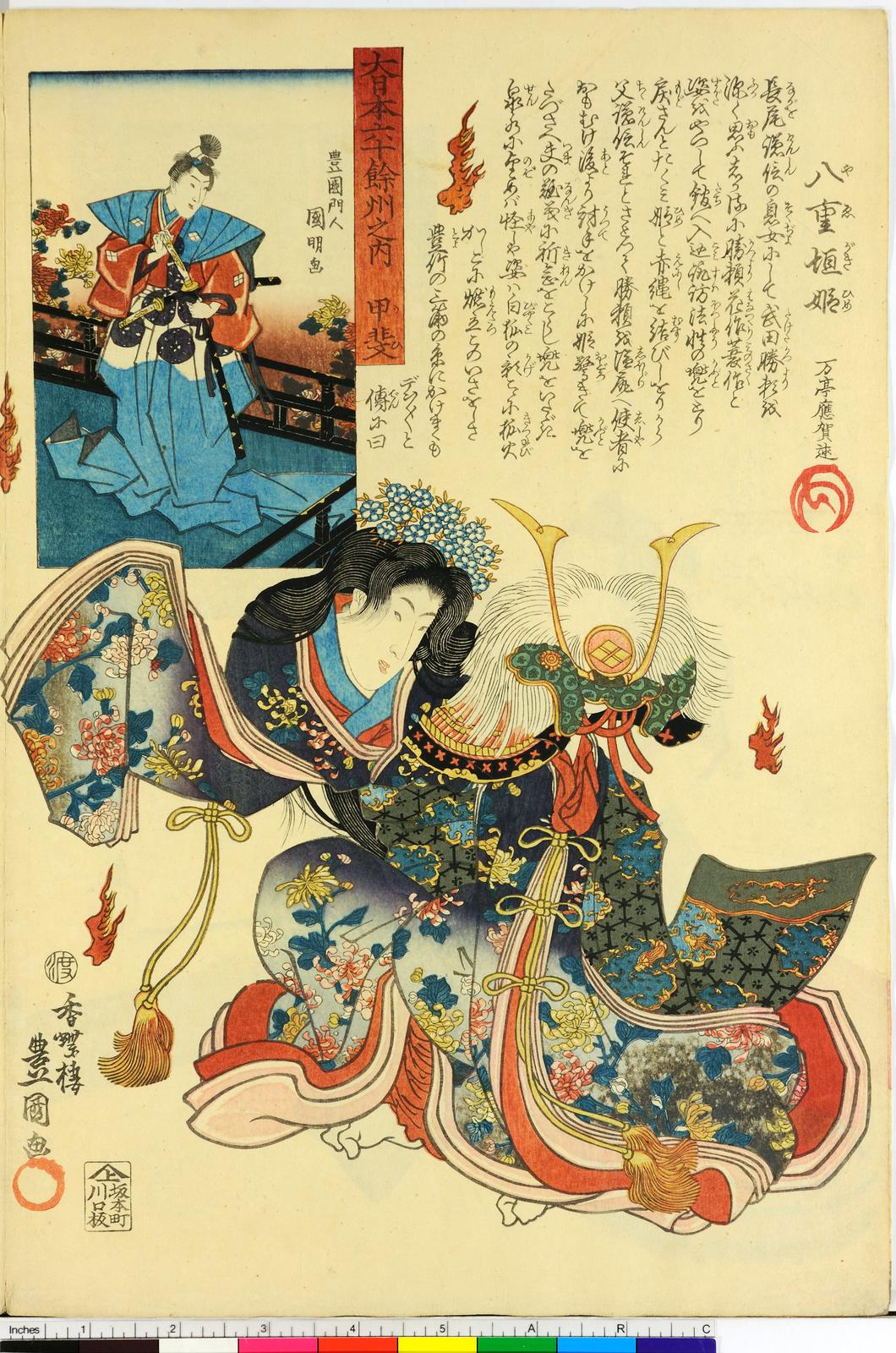
歌川国貞
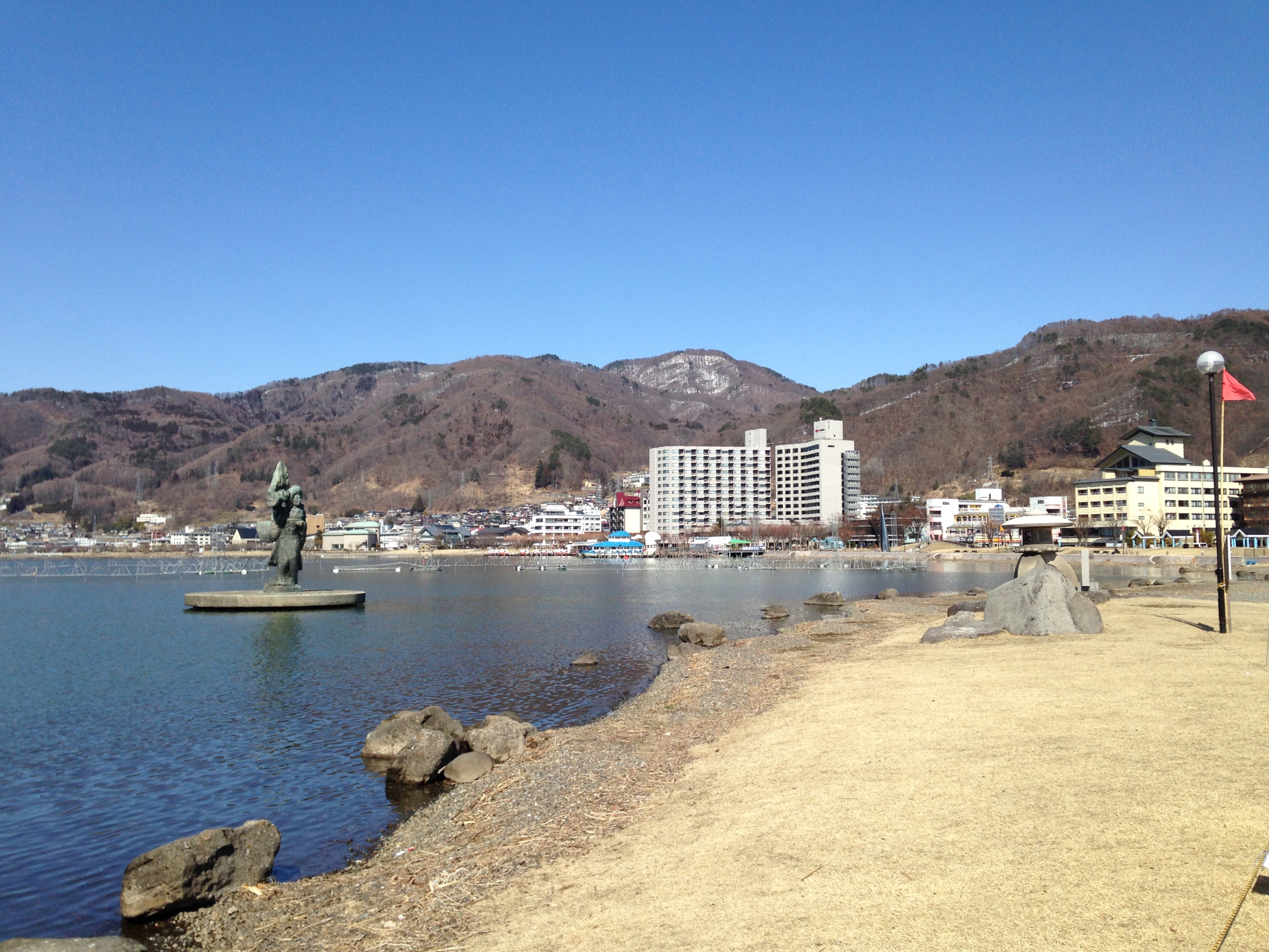
諏訪湖にある矢崎虎夫作「本朝廿四孝・奥庭狐火の段」の像
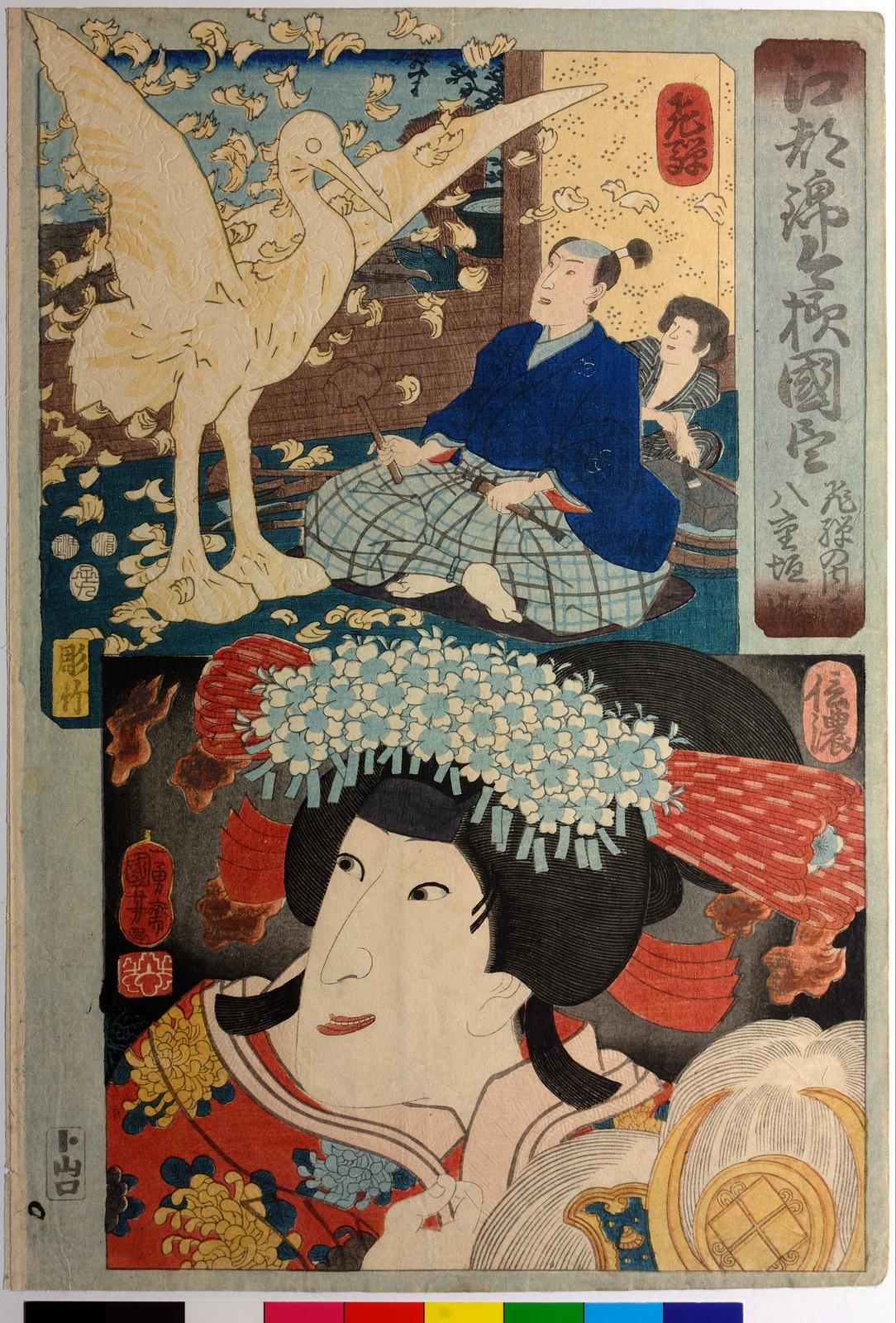
江都錦今様国尽 飛騨の内匠 八重垣姫 飛騨 信濃　歌川国芳
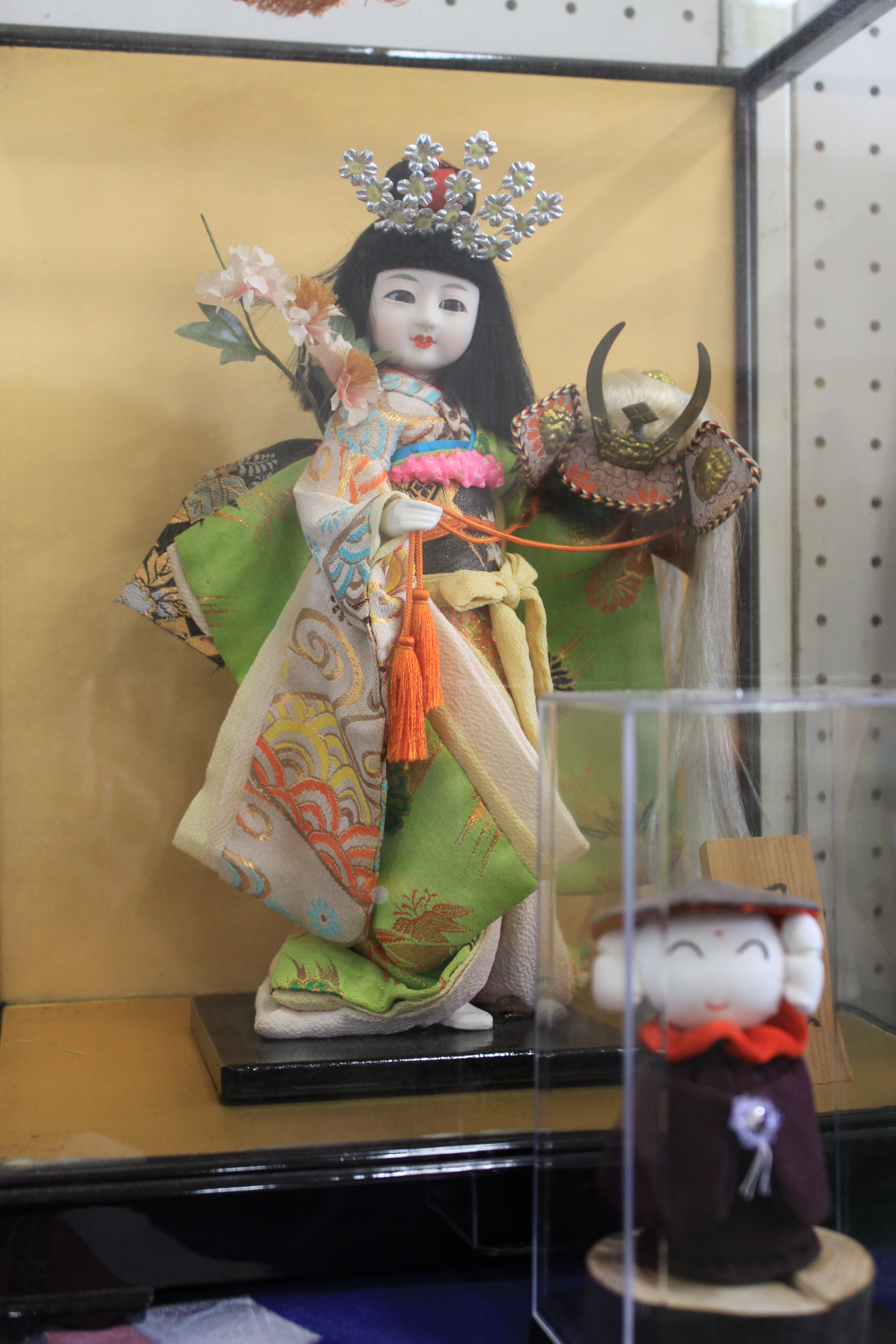
八重垣姫を題材にした日本人形